# Indumentària a l'edat mitjana

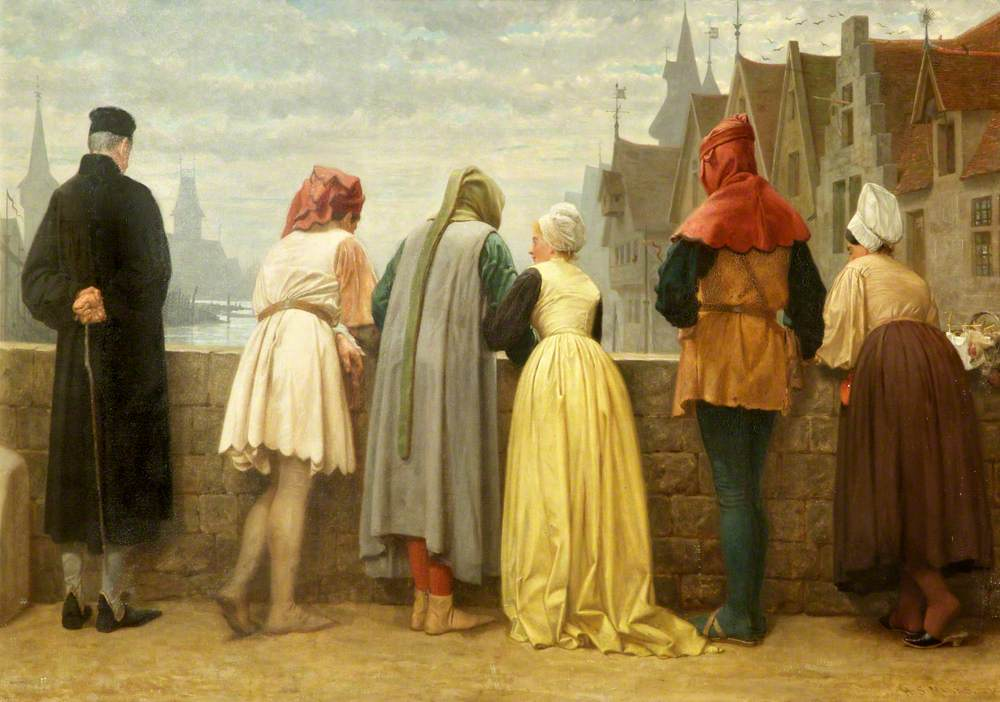
Vestimenta europea septentrional cap al

La indumentària a l'edat mitjana a Occident va estar en certa manera determinada pel fenomen del cristianisme i els seus tabús, les innovacions a la vestimenta aportada pels pobles de les invasions bàrbares i musulmanes, i l'evolució del vestit romà i romà d'Orient.
De manera progressiva, l'ús de la toga va anar desapareixent i es va estendre l'ús de les túniques i les braccae bàrbares (una mena de pantalons ajustats al cos, fets de pell) van donar lloc a les calces (precedent dels pantalons, les mitges, etc.) subjectes des del turmell fins al genoll amb corretges entrellaçades o ajustades a la cintura i incloent el peu a la peça de roba. També van evolucionar les capes i els mantells en els homes i les saies i les lligadures en les dones.

## Influència de l'Imperi Romà d'Orient
La moda de l'Imperi Romà d'Orient va suposar el pont amb Europa de la opulència oriental de les àmplies robes i mantells brodats amb argent i joieria, molt de moda durant l'època carolíngia per a roba de cerimònia, mentre que el poble es vestia amb calces, saies, túniques i mantellets, que els visigots anomenaven striges quan eren fins i borda quan eren fets amb tela basta.

## Influència musulmana
La invasió dels sarraïns va influir en la vestimenta de les zones conquerides, imposant al vestir els saragüells i els hàbits gairebé talars, les faixes i els turbants i altres tocats d'inspiració oriental. Les peces més comunes de procedència morisca a l'Europa mediterrània van ser potser l'aljuba (túnica curta, ajustada als braços i a la cintura amb botons).

## Indumentària en la península ibèrica

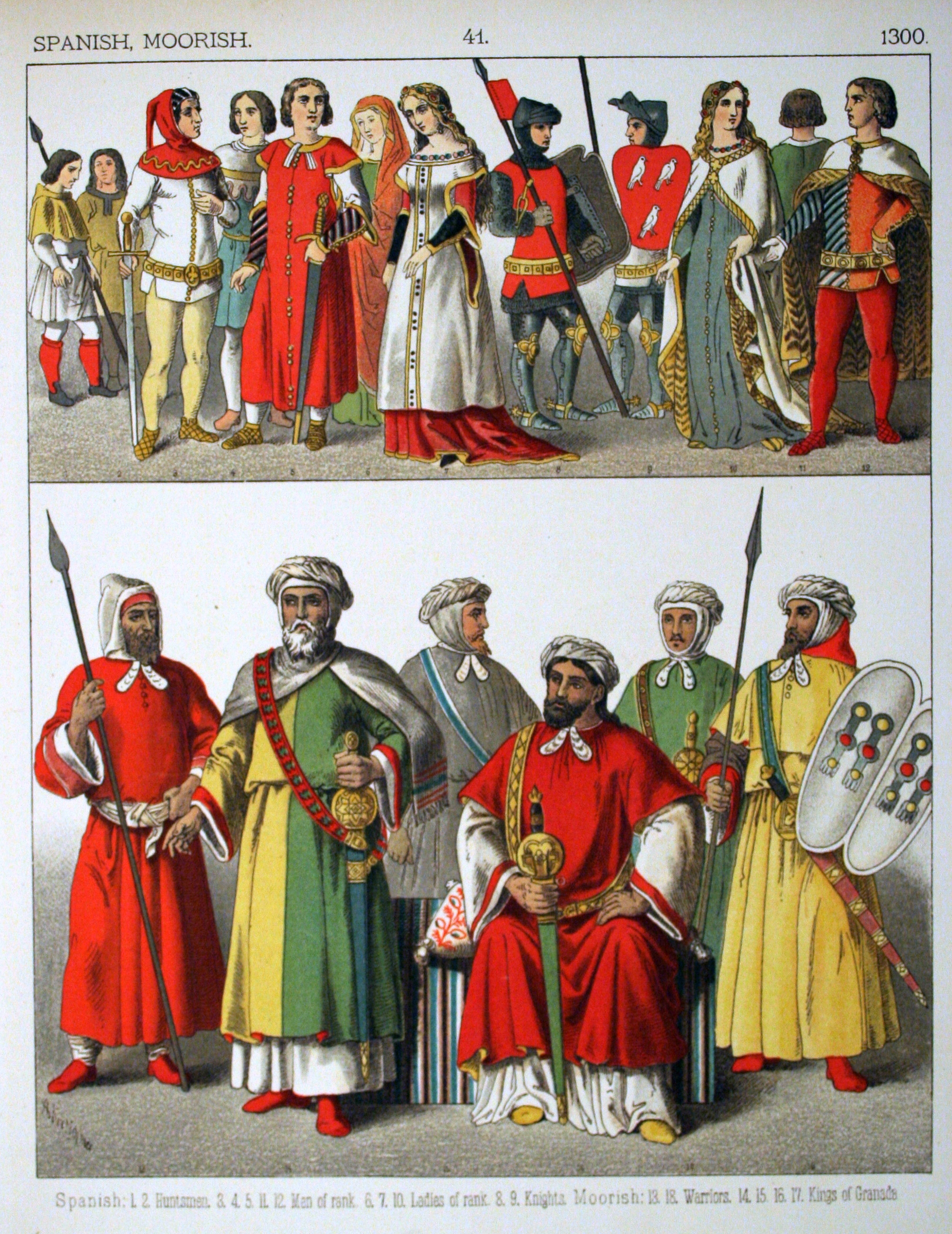
Indumentària en la península ibèrica cap al 1300, segons el manual Costumes of All Nations (1882).

Des del segle xi, el vestit masculí a la península Ibèrica, barrejant tipus orientals amb herències romanes i bàrbares, es va caracteritzar, en termes molt generals, per dues o tres peces superposades com si fossin túniques (la túnica i la lloba o gonella sense mànigues, a més de la camisa) sent comunament la superior d'elles el brial, peça que en les seves diferents formes s'adornava amb brodats i es cordava amb botons, ajustant-se al cos des de la cintura a dalt i penjant d'aquesta uns faldons pels costats. Aquests faldons (que per alguns constitueixen el vertader brial) es van suprimir o reduir notablement des de mitjans del segle xv quedant el cos superior o gipó sol o amb petites faldilles i combinat llavors amb les calces senceres.

## Principals peces

### Calces
Des del segle vii, es van conèixer com a calces, terme emprat en plural, les peces de vestir que cobrien la part inferior del cos humà. Encara que a l'origen van ser peces masculines, van evolucionar en diversos tipus de pantalons o calçons llargs per a tots dos sexes. Van desenvolupar una variada tipologiaː des de les calces fins al genoll, o les mitges-calces, des del genoll fins al peu, fins models de fantasia com les calces-botargues (amples i llargues), etc.[8]

### Peces d'abrigar
Per abric i vestimenta exterior, es portaven diferents mantells i capes. La principal matèria primera d'aquests abrics era la llana. Durant els primers segles, s'emprava la capa romana cordada amb fíbula per davant o sobre l'espatlla dreta i també la capa amb caputxó. Després va seguir el barnús moresc, que era una altra capa tancada cap al pit però oberta i de gran vol per la part baixa.

### Calçat
Com a calçat s'emprava, segons la classe social del subjecte, les antigues sandàlies, els esclops, la bota de mitja canya i les sabates molt punxegudes (signe que no es dedicaven a treballs manuals) i fins i tot les mateixes calces, que sovint portaven adherides al peu, unes soles punxegudes i llargues. Les dones de classe alta portaven alts escarpins, una mena de xancles amb suro molt gruixut sobre la sola, costum que es va estendre fins al segle xvii.